# Polscy posłowie do Parlamentu Europejskiego 2004–2009
Polscy posłowie VI kadencji do Parlamentu Europejskiego od 20 lipca 2004 do 13 lipca 2009, wybrani w wyborach przeprowadzonych 13 czerwca 2004.
Tabela przedstawia podział mandatów po wyborach w 2004 i stan na koniec kadencji:
| \| Ugrupowanie polityczne[1] \| Ugrupowanie polityczne[1] \| VII 2004 \| VII 2009 \| +/− \| \| ------------------------- \| --------------------------------------------------------------------------------------------------------------------------------------------------------------------------------------------------------------------------- \| -------- \| -------- \| --- \| \| \| Unia na rzecz Europy Narodów Prawo i Sprawiedliwość (9) Ruch Społeczny Naprzód Polsko (3) Stronnictwo „Piast” (3) Samoobrona Rzeczpospolitej Polskiej (2) Libertas Polska (1) Polskie Stronnictwo Ludowe (1) Niezależni (1) \| 7 \| 20 \| 13 \| \| \| Europejska Partia Ludowa (Chrześcijańscy Demokraci) i Europejscy Demokraci Platforma Obywatelska RP (14) Polskie Stronnictwo Ludowe (1) \| 19 \| 15 \| 4 \| \| \| Grupa Socjalistyczna w Parlamencie Europejskim Sojusz Lewicy Demokratycznej (4) Socjaldemokracja Polska (3) Polska Partia Pracy (1) Unia Pracy (1) \| 8 \| 9 \| 1 \| \| \| Porozumienie Liberałów i Demokratów na rzecz Europy Partia Demokratyczna – demokraci.pl (5) Stronnictwo Demokratyczne (1) \| 4 \| 6 \| 2 \| \| \| Niepodległość/Demokracja Prawica Rzeczypospolitej (1) Prawo i Sprawiedliwość (1) Niezależni (1) \| 10 \| 3 \| 7 \| \| \| Niezrzeszeni Liga Polskich Rodzin (1) \| 6 \| 1 \| 5 \| \| \| \| 54 \| \| \| | Podział 54 mandatów: PES: 8 PLDE: 4 EPL: 19 N/D: 10 UEN: 7 Niezrz.: 6 |          |          |     |
| Ugrupowanie polityczne | Ugrupowanie polityczne | VII 2004 | VII 2009 | +/− |
| | Unia na rzecz Europy Narodów Prawo i Sprawiedliwość (9) Ruch Społeczny Naprzód Polsko (3) Stronnictwo „Piast” (3) Samoobrona Rzeczpospolitej Polskiej (2) Libertas Polska (1) Polskie Stronnictwo Ludowe (1) Niezależni (1) | 7        | 20       | 13  |
| | Europejska Partia Ludowa (Chrześcijańscy Demokraci) i Europejscy Demokraci Platforma Obywatelska RP (14) Polskie Stronnictwo Ludowe (1)                                                                                     | 19       | 15       | 4   |
| | Grupa Socjalistyczna w Parlamencie Europejskim Sojusz Lewicy Demokratycznej (4) Socjaldemokracja Polska (3) Polska Partia Pracy (1) Unia Pracy (1)                                                                          | 8        | 9        | 1   |
| | Porozumienie Liberałów i Demokratów na rzecz Europy Partia Demokratyczna – demokraci.pl (5) Stronnictwo Demokratyczne (1)                                                                                                   | 4        | 6        | 2   |
| | Niepodległość/Demokracja Prawica Rzeczypospolitej (1) Prawo i Sprawiedliwość (1) Niezależni (1) | 10       | 3        | 7   |
| | Niezrzeszeni Liga Polskich Rodzin (1) | 6        | 1        | 5   |
| | | 54       |          |     |

## Przynależność klubowa

### Stan na koniec kadencji
Polscy posłowie VI kadencji zrzeszeni byli w następujących grupach:
- Grupa Unii na rzecz Europy Narodów – 20 posłów[2],
- Grupa Europejskiej Partii Ludowej (Chrześcijańskich Demokratów) i Europejskich Demokratów – 15 posłów[2],
- Grupa Socjalistyczna w Parlamencie Europejskim – 9 posłów[2]
- Porozumienie Liberałów i Demokratów na rzecz Europy – 6 posłów[2],
- Grupa Niepodległość/Demokracja w Parlamencie Europejskim – 3 posłów[2],
- Posłowie niezrzeszeni – 1 poseł[2].

| Grupa Unii na rzecz Europy Narodów                                                                | Grupa Unii na rzecz Europy Narodów                                                   | Grupa Unii na rzecz Europy Narodów                                                                | Grupa Unii na rzecz Europy Narodów                                                                  |
| ------------------------------------------------------------------------------------------------- | ------------------------------------------------------------------------------------ | ------------------------------------------------------------------------------------------------- | --------------------------------------------------------------------------------------------------- |
|                                                                                                   |                                                                                      |                                                                                                   | |
| - Adam Bielan - Sylwester Chruszcz - Ryszard Czarnecki - Hanna Foltyn-Kubicka - Dariusz Grabowski | - Mieczysław Janowski - Wiesław Kuc - Zbigniew Kuźmiuk - Marcin Libicki - Jan Masiel | - Bogdan Pęk - Mirosław Piotrowski - Zdzisław Podkański - Bogusław Rogalski - Wojciech Roszkowski | - Leopold Rutowicz - Konrad Szymański - Ewa Tomaszewska - Janusz Wojciechowski - Andrzej Zapałowski |
| Grupa Europejskiej Partii Ludowej (Chrześcijańskich Demokratów) i Europejskich Demokratów         |                                                                                      |                                                                                                   | |
|                                                                                                   |                                                                                      |                                                                                                   | |
| - Jerzy Buzek - Zdzisław Chmielewski - Urszula Gacek - Małgorzata Handzlik                        | - Krzysztof Hołowczyc - Stanisław Jałowiecki - Filip Kaczmarek - Janusz Lewandowski  | - Jan Olbrycht - Jacek Protasiewicz - Jacek Saryusz-Wolski - Czesław Siekierski                   | - Bogusław Sonik - Zbigniew Zaleski - Tadeusz Zwiefka                                               |
| Grupa Socjalistyczna w Parlamencie Europejskim                                                    |                                                                                      |                                                                                                   | |
|                                                                                                   |                                                                                      |                                                                                                   | |
| - Lidia Geringer de Oedenberg - Adam Gierek - Bogdan Golik                                        | - Genowefa Grabowska - Bogusław Liberadzki                                           | - Józef Pinior - Dariusz Rosati                                                                   | - Marek Siwiec - Andrzej Szejna                                                                     |
| Grupa Porozumienia Liberałów i Demokratów na rzecz Europy                                         |                                                                                      |                                                                                                   | |
|                                                                                                   |                                                                                      |                                                                                                   | |
| - Marek Czarnecki - Jan Kułakowski                                                                | - Janusz Onyszkiewicz - Grażyna Staniszewska                                         | - Paweł Piskorski                                                                                 | - Andrzej Wielowieyski                                                                              |
| Grupa Niepodległość/Demokracja w Parlamencie Europejskim                                          |                                                                                      |                                                                                                   | |
|                                                                                                   |                                                                                      |                                                                                                   | |
| - Urszula Krupa                                                                                   | - Witold Tomczak                                                                     | - Bernard Wojciechowski                                                                           | |
| Poseł niezrzeszony                                                                                |                                                                                      |                                                                                                   | |
|                                                                                                   |                                                                                      |                                                                                                   | |
| - Maciej Giertych                                                                                 |                                                                                      |                                                                                                   | |

### Posłowie, których mandat wygasł w trakcie kadencji (7 posłów)
| Poseł               | Poseł                    | Data wygaśnięcia mandatu                                 | Przyczyna                                                         | Następca             |
| ------------------- | ------------------------ | -------------------------------------------------------- | ----------------------------------------------------------------- | -------------------- |
|                     | Filip Adwent             | 26 czerwca 2005(dts)                                     | śmierć                                                            | Andrzej Zapałowski   |
| Wojciech Wierzejski | 7 października 2005(dts) | wybór na posła                                           | Bernard Wojciechowski                                             |                      |
|                     | Anna Fotyga              | 23 listopada 2005(dts)                                   | powołanie na Sekretarza Stanu w Ministerstwie Spraw Zagranicznych | Hanna Foltyn-Kubicka |
| Michał Kamiński     | 7 sierpnia 2007(dts)     | powołanie na Sekretarza Stanu w Kancelarii Prezydenta RP | Ewa Tomaszewska                                                   |                      |
|                     | Bogdan Klich             | 16 listopada 2007(dts)                                   | powołanie na Ministra Obrony Narodowej                            | Urszula Gacek        |
| Barbara Kudrycka    | 16 listopada 2007(dts)   | powołanie na Ministra Nauki i Szkolnictwa Wyższego       | Krzysztof Hołowczyc                                               |                      |
|                     | Bronisław Geremek        | 13 lipca 2008(dts)                                       | śmierć                                                            | Andrzej Wielowieyski |

## Lista według okręgów wyborczych
| Okręg wyborczy nr 1 w Gdańsku                                                                     |                                                                                                   |  |                                                                            |  |                                                                                    |  |                                                                |  |                                                   |  |                                                           |  |                                                                       |
| Posłowie wybrani z list poszczególnych komitetów wyborczych (w nawiasach liczba zdobytych głosów) |                                                                                                   |  |                                                                            |  |                                                                                    |  |                                                                |  |                                                   |  |                                                           |  |                                                                       |
|                                                                                                   | Platforma Obywatelska RP Janusz Lewandowski (79 879)                                              |  | Prawo i Sprawiedliwość Hanna Foltyn-Kubicka (4528)                         |  |                                                                                    |  |                                                                |  |                                                   |  |                                                           |  |                                                                       |
| Okręg wyborczy nr 2 w Bydgoszczy                                                                  |                                                                                                   |  |                                                                            |  |                                                                                    |  |                                                                |  |                                                   |  |                                                           |  |                                                                       |
| Posłowie wybrani z list poszczególnych komitetów wyborczych (w nawiasach liczba zdobytych głosów) |                                                                                                   |  |                                                                            |  |                                                                                    |  |                                                                |  |                                                   |  |                                                           |  |                                                                       |
|                                                                                                   | Platforma Obywatelska RP Tadeusz Zwiefka (26 144)                                                 |  |                                                                            |  |                                                                                    |  |                                                                |  |                                                   |  |                                                           |  |                                                                       |
| Okręg wyborczy nr 3 w Olsztynie                                                                   |                                                                                                   |  |                                                                            |  |                                                                                    |  |                                                                |  |                                                   |  |                                                           |  |                                                                       |
| Posłowie wybrani z list poszczególnych komitetów wyborczych (w nawiasach liczba zdobytych głosów) |                                                                                                   |  |                                                                            |  |                                                                                    |  |                                                                |  |                                                   |  |                                                           |  |                                                                       |
|                                                                                                   | Platforma Obywatelska RP Krzysztof Hołowczyc (28 807)                                             |  | Liga Polskich Rodzin Bogusław Rogalski (32 087)                            |  |                                                                                    |  |                                                                |  |                                                   |  |                                                           |  |                                                                       |
| Okręg wyborczy nr 4 w Warszawie I                                                                 |                                                                                                   |  |                                                                            |  |                                                                                    |  |                                                                |  |                                                   |  |                                                           |  |                                                                       |
| Posłowie wybrani z list poszczególnych komitetów wyborczych (w nawiasach liczba zdobytych głosów) |                                                                                                   |  |                                                                            |  |                                                                                    |  |                                                                |  |                                                   |  |                                                           |  |                                                                       |
|                                                                                                   | Prawo i Sprawiedliwość Ewa Tomaszewska (15 337)                                                   |  | Unia Wolności Andrzej Wielowieyski (2484)                                  |  | Platforma Obywatelska RP Paweł Piskorski (59 511)                                  |  | KWW Socjaldemokracji Polskiej Dariusz Rosati (76 834)          |  | Liga Polskich Rodzin Bernard Wojciechowski (3859) |  |                                                           |  |                                                                       |
| Okręg wyborczy nr 5 w Warszawie II                                                                |                                                                                                   |  |                                                                            |  |                                                                                    |  |                                                                |  |                                                   |  |                                                           |  |                                                                       |
| Posłowie wybrani z list poszczególnych komitetów wyborczych (w nawiasach liczba zdobytych głosów) |                                                                                                   |  |                                                                            |  |                                                                                    |  |                                                                |  |                                                   |  |                                                           |  |                                                                       |
|                                                                                                   | Samoobrona Rzeczpospolitej Polskiej Marek Czarnecki (43 609)                                      |  | Liga Polskich Rodzin Dariusz Grabowski (42 006)                            |  | Polskie Stronnictwo Ludowe Zbigniew Kuźmiuk (17 554)                               |  |                                                                |  |                                                   |  |                                                           |  |                                                                       |
| Okręg wyborczy nr 6 w Łodzi                                                                       |                                                                                                   |  |                                                                            |  |                                                                                    |  |                                                                |  |                                                   |  |                                                           |  |                                                                       |
| Posłowie wybrani z list poszczególnych komitetów wyborczych (w nawiasach liczba zdobytych głosów) |                                                                                                   |  |                                                                            |  |                                                                                    |  |                                                                |  |                                                   |  |                                                           |  |                                                                       |
|                                                                                                   | Platforma Obywatelska RP Jacek Saryusz-Wolski (66 589)                                            |  | Liga Polskich Rodzin Urszula Krupa (27 901)                                |  | Samoobrona Rzeczpospolitej Polskiej Bogdan Golik (14 191)                          |  | Polskie Stronnictwo Ludowe Janusz Wojciechowski (28 349)       |  |                                                   |  |                                                           |  |                                                                       |
| Okręg wyborczy nr 7 w Poznaniu                                                                    |                                                                                                   |  |                                                                            |  |                                                                                    |  |                                                                |  |                                                   |  |                                                           |  |                                                                       |
| Posłowie wybrani z list poszczególnych komitetów wyborczych (w nawiasach liczba zdobytych głosów) |                                                                                                   |  |                                                                            |  |                                                                                    |  |                                                                |  |                                                   |  |                                                           |  |                                                                       |
|                                                                                                   | Platforma Obywatelska RP Filip Kaczmarek (44 700)                                                 |  | Liga Polskich Rodzin Witold Tomczak (47 260)                               |  | KKW Sojusz Lewicy Demokratycznej – Unia Pracy Marek Siwiec (36 985)                |  | Samoobrona Rzeczpospolitej Polskiej Jan Masiel (24 202)        |  | Prawo i Sprawiedliwość Marcin Libicki (40 028)    |  | Unia Wolności Jan Kułakowski (50 390)                     |  |                                                                       |
| Okręg wyborczy nr 8 w Lublinie                                                                    |                                                                                                   |  |                                                                            |  |                                                                                    |  |                                                                |  |                                                   |  |                                                           |  |                                                                       |
| Posłowie wybrani z list poszczególnych komitetów wyborczych (w nawiasach liczba zdobytych głosów) |                                                                                                   |  |                                                                            |  |                                                                                    |  |                                                                |  |                                                   |  |                                                           |  |                                                                       |
|                                                                                                   | Liga Polskich Rodzin Mirosław Piotrowski (48 365)                                                 |  | Samoobrona Rzeczpospolitej Polskiej Wiesław Kuc (13 944)                   |  | Platforma Obywatelska RP Zbigniew Zaleski (23 403)                                 |  | Polskie Stronnictwo Ludowe Zdzisław Podkański (22 358)         |  |                                                   |  |                                                           |  |                                                                       |
| Okręg wyborczy nr 9 w Rzeszowie                                                                   |                                                                                                   |  |                                                                            |  |                                                                                    |  |                                                                |  |                                                   |  |                                                           |  |                                                                       |
| Posłowie wybrani z list poszczególnych komitetów wyborczych (w nawiasach liczba zdobytych głosów) |                                                                                                   |  |                                                                            |  |                                                                                    |  |                                                                |  |                                                   |  |                                                           |  |                                                                       |
|                                                                                                   | Liga Polskich Rodzin Andrzej Zapałowski (25 010)                                                  |  | Prawo i Sprawiedliwość Mieczysław Janowski (31 192)                        |  |                                                                                    |  |                                                                |  |                                                   |  |                                                           |  |                                                                       |
| Okręg wyborczy nr 10 w Krakowie                                                                   |                                                                                                   |  |                                                                            |  |                                                                                    |  |                                                                |  |                                                   |  |                                                           |  |                                                                       |
| Posłowie wybrani z list poszczególnych komitetów wyborczych (w nawiasach liczba zdobytych głosów) |                                                                                                   |  |                                                                            |  |                                                                                    |  |                                                                |  |                                                   |  |                                                           |  |                                                                       |
|                                                                                                   | Platforma Obywatelska RP Bogusław Sonik (20 790) Urszula Gacek (11 424)                           |  | Liga Polskich Rodzin Bogdan Pęk (105 417)                                  |  | Prawo i Sprawiedliwość Adam Bielan (71 497)                                        |  | Samoobrona Rzeczpospolitej Polskiej Leopold Rutowicz (22 528)  |  | Unia Wolności Janusz Onyszkiewicz (50 155)        |  | Polskie Stronnictwo Ludowe Czesław Siekierski (21 778)    |  | KKW Sojusz Lewicy Demokratycznej – Unia Pracy Andrzej Szejna (16 937) |
| Okręg wyborczy nr 11 w Katowicach                                                                 |                                                                                                   |  |                                                                            |  |                                                                                    |  |                                                                |  |                                                   |  |                                                           |  |                                                                       |
| Posłowie wybrani z list poszczególnych komitetów wyborczych (w nawiasach liczba zdobytych głosów) |                                                                                                   |  |                                                                            |  |                                                                                    |  |                                                                |  |                                                   |  |                                                           |  |                                                                       |
|                                                                                                   | Platforma Obywatelska RP Jerzy Buzek (173 389) Jan Olbrycht (34 204) Małgorzata Handzlik (30 030) |  | KKW Sojusz Lewicy Demokratycznej – Unia Pracy Adam Gierek (69 168)         |  | Liga Polskich Rodzin Maciej Giertych (68 953)                                      |  | Prawo i Sprawiedliwość Wojciech Roszkowski (26 995)            |  | Unia Wolności Grażyna Staniszewska (29 605)       |  | KWW Socjaldemokracji Polskiej Genowefa Grabowska (31 419) |  |                                                                       |
| Okręg wyborczy nr 12 we Wrocławiu                                                                 |                                                                                                   |  |                                                                            |  |                                                                                    |  |                                                                |  |                                                   |  |                                                           |  |                                                                       |
| Posłowie wybrani z list poszczególnych komitetów wyborczych (w nawiasach liczba zdobytych głosów) |                                                                                                   |  |                                                                            |  |                                                                                    |  |                                                                |  |                                                   |  |                                                           |  |                                                                       |
|                                                                                                   | Platforma Obywatelska RP Jacek Protasiewicz (92 770) Stanisław Jałowiecki (17 754)                |  | Liga Polskich Rodzin Sylwester Chruszcz (40 371)                           |  | KKW Sojusz Lewicy Demokratycznej – Unia Pracy Lidia Geringer de Oedenberg (35 254) |  | Samoobrona Rzeczpospolitej Polskiej Richard Czarnecki (31 717) |  | Prawo i Sprawiedliwość Konrad Szymański (27 499)  |  | KWW Socjaldemokracji Polskiej Józef Pinior (18 381)       |  |                                                                       |
| Okręg wyborczy nr 13 w Gorzowie Wielkopolskim                                                     |                                                                                                   |  |                                                                            |  |                                                                                    |  |                                                                |  |                                                   |  |                                                           |  |                                                                       |
| Posłowie wybrani z list poszczególnych komitetów wyborczych (w nawiasach liczba zdobytych głosów) |                                                                                                   |  |                                                                            |  |                                                                                    |  |                                                                |  |                                                   |  |                                                           |  |                                                                       |
|                                                                                                   | Platforma Obywatelska RP Zdzisław Chmielewski (40 256)                                            |  | KKW Sojusz Lewicy Demokratycznej – Unia Pracy Bogusław Liberadzki (25 335) |  |                                                                                    |  |                                                                |  |                                                   |  |                                                           |  |                                                                       |